# Vasilijus Lendel
Vasilijus Lendel, née le 5 avril 1995, est un coureur cycliste lituanien spécialiste des épreuves de vitesse sur piste.

## Biographie
En 2014, Vasilijus Lendel termine quatrième du keirin et huitième du tournoi de vitesse aux championnats d'Europe sur piste. En 2016, il remporte la médaille de bronze de la vitesse aux championnats d'Europe espoirs (moins de 23 ans) et se classe deuxième du keirin de la Coupe du monde de Glasgow. Au classement général de la Coupe du monde de cette saison-là, il termine sixième de la vitesse et deuxième du keirin.
Aux championnats d'Europe 2017, il prend la cinquième place de la vitesse. Il remporte la quatrième manche de la vitesse à Santiago du Chili lors de la Coupe du monde sur piste 2017-2018 et termine notamment deuxième lors de la cinquième manche à Minsk. Il termine quatrième du classement général de la spécialité.
Lors des championnats d'Europe 2020, il profite de l'absence  de plusieurs grandes nations en raison de la pandémie de Covid-19 pour décrocher la médaille de bronze en vitesse,.

## Vie privée
Il est marié à Miglė Marozaitė, qui également cycliste sur piste. Le couple a eu un enfant le 16 avril 2022.

## Palmarès

### Championnats du monde
| Édition / Épreuve | Keirin | Vitesse individuelle |
| Hong Kong 2017    | 21e    | 18e                  |
| Apeldoorn 2018    | 13e    | 12e                  |
| Pruszków 2019     |        | 27e                  |
| Berlin 2020       |        | 28e                  |
| Roubaix 2021      | 17e    | 24e                  |

### Coupe du monde
- 2016-2017
  - 2e du keirin à Glasgow
- 2017-2018
  - 1er de la vitesse à Santiago du Chili
  - 2e de la vitesse à Minsk

### Ligue des champions
- 2021
  - 2e du keirin à Londres
  - 3e de la vitesse à Londres

### Coupe des nations
- 2021
  - 2e du keirin à Saint-Pétersbourg

### Championnats d'Europe
| Édition / Épreuve          | Keirin | Vitesse individuelle | Vitesse par équipes |
| Anadia 2014 (espoirs)      | 5e     | 5e                   |                     |
| Baie-Mahault 2014          | 4e     | 8e                   |                     |
| Athènes 2015 (espoirs)     |        | 5e                   |                     |
| Montichiari 2016 (espoirs) |        | Bronze               |                     |
| Anadia 2017 (espoirs)      |        | 5e                   |                     |
| Berlin 2017                |        | 5e                   |                     |
| Glasgow 2018               |        | 8e                   |                     |
| Plovdiv 2020               |        | Bronze               |                     |
| Granges 2021               | 25e    | 13e                  |                     |
| Granges 2023               | 11e    | 9e                   | 10e                 |

### Championnats nationaux
- Champion de Lituanie de vitesse : 2017, 2019, 2020, 2021 et 2022
- Champion de Lituanie du keirin : 2018, 2020 et 2021
- Champion de Lituanie de vitesse par équipes : 2018, 2019, 2020 et 2022